# Playas del Sardinero
Las playas del Sardinero son dos arenales contiguos situados en el barrio homónimo de la ciudad de Santander, en la comunidad autónoma de Cantabria (España). Consideradas las playas urbanas más representativas y frecuentadas de la región, destacan por su amplitud, belleza paisajística y alto grado de equipamiento. Constituyen uno de los principales atractivos turísticos de la ciudad y son un referente del litoral cantábrico.

## Características generales
Las playas, denominadas Primera y Segunda Playa del Sardinero, están alineadas a lo largo de la costa nordeste de Santander. Aunque se presentan como espacios diferenciados, forman una continuidad geográfica que, durante la bajamar, permite su unión a lo largo de una extensa franja arenosa. Ambas se caracterizan por su arena fina y dorada, un oleaje generalmente moderado y una notable integración en el entorno urbano. Están conectadas con el centro de la ciudad mediante transporte público frecuente, carriles bici y paseos peatonales, lo que favorece su accesibilidad para residentes y visitantes.
Estas playas, además de su valor turístico y paisajístico, tienen un importante papel en la vida social y cultural de Santander, albergando actividades deportivas, eventos festivos y siendo objeto frecuente de representación en la iconografía local.

### Primera Playa del Sardinero
La Primera Playa del Sardinero —también conocida como Sardinero I— se encuentra en el núcleo urbano de Santander, próxima a algunos de los enclaves históricos y turísticos más relevantes de la ciudad. Tiene una longitud aproximada de 350 metros y una anchura media de 80 metros. Dispone de accesos adaptados para personas con movilidad reducida y cuenta con una variada oferta de servicios, incluyendo duchas, alquiler de sombrillas y vigilancia durante la temporada estival. La playa está delimitada por un paseo marítimo que ofrece vistas panorámicas del litoral y facilita la conexión peatonal con otras zonas de la ciudad.

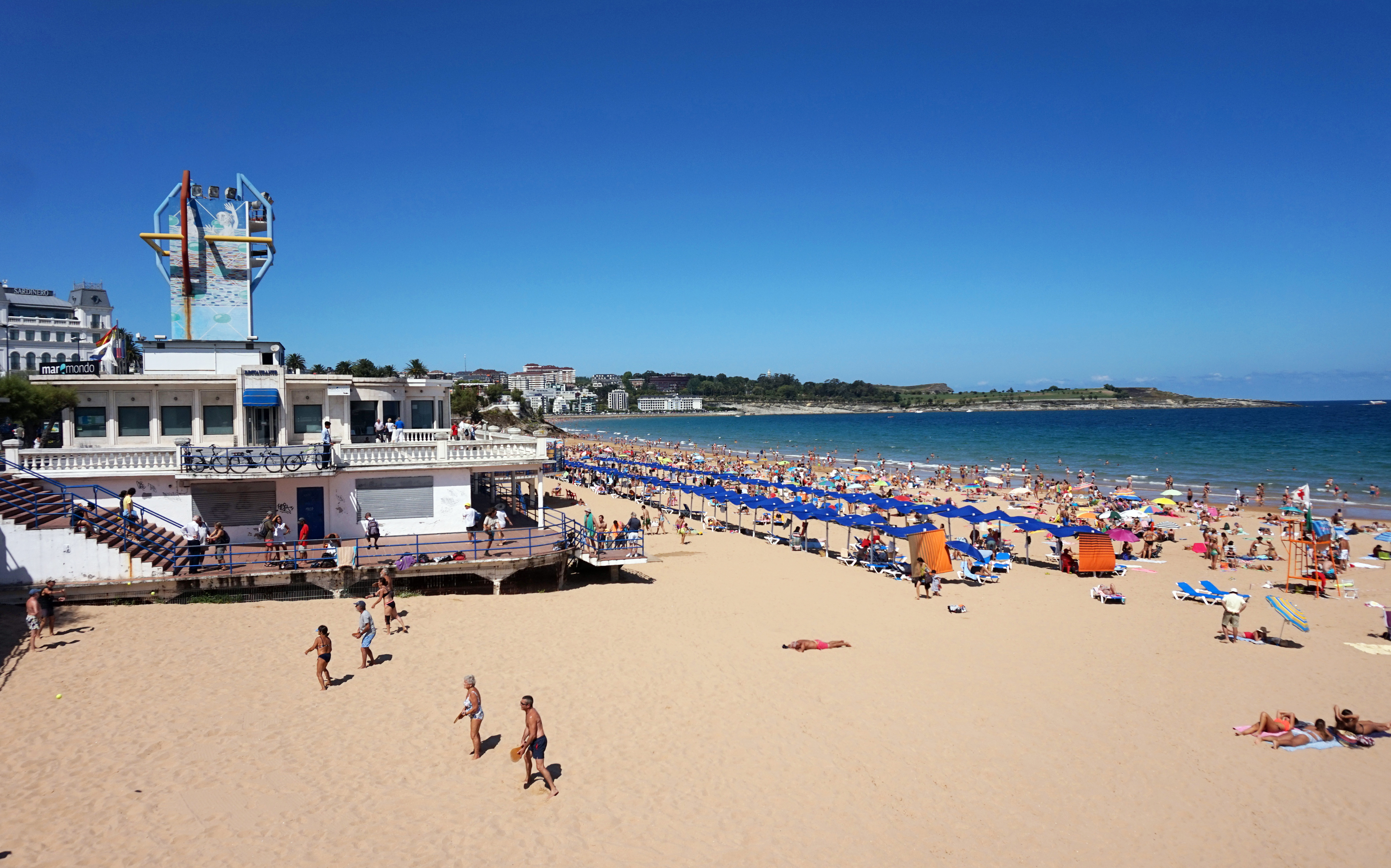
Playa primera del Sardinero en el que se aprecia la zona de juego de palas.
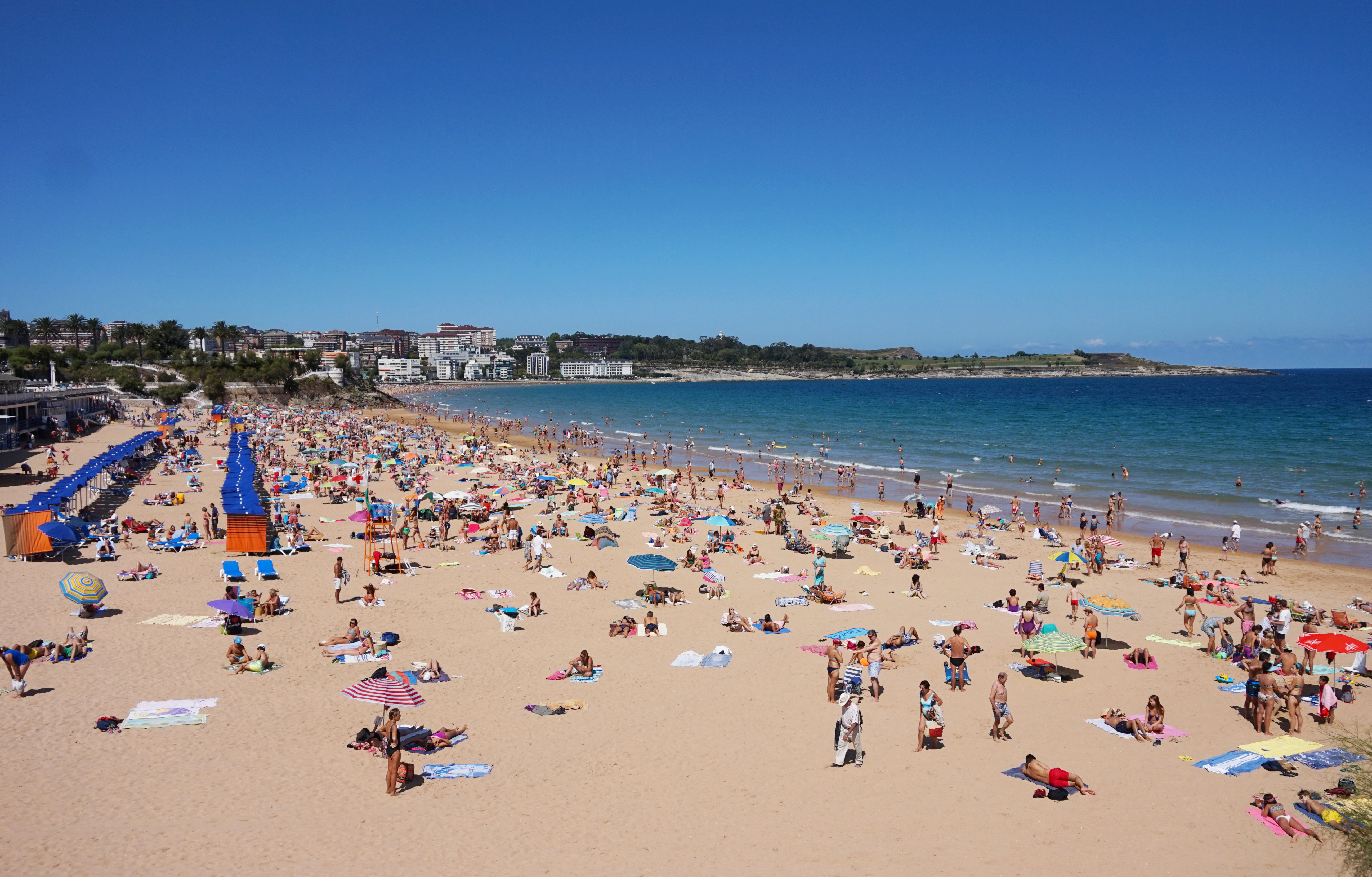
Primera playa.
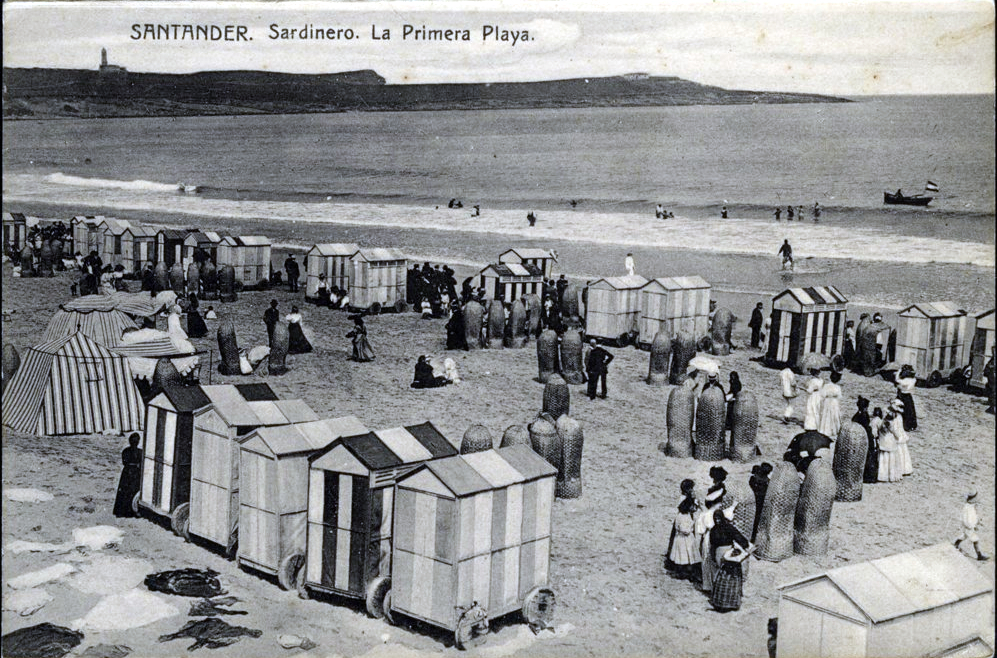
Baños de ola en la primera playa de El Sardinero (ca. 1911-1913).

### Segunda Playa del Sardinero
La Segunda Playa del Sardinero, o Sardinero II, se extiende a continuación de la anterior, desde los Jardines de Piquío hasta la zona conocida como "El Chiqui", próxima al Parque de Mesones. Con una longitud cercana a los 1.000 metros y una anchura media similar a la de su playa contigua, constituye uno de los espacios de baño más extensos del municipio. Al igual que la Primera Playa, está bordeada por un paseo marítimo y presenta una alta afluencia durante los meses de verano. Su localización frente a instalaciones deportivas y zonas verdes favorece su uso recreativo por parte de una amplia variedad de usuarios.

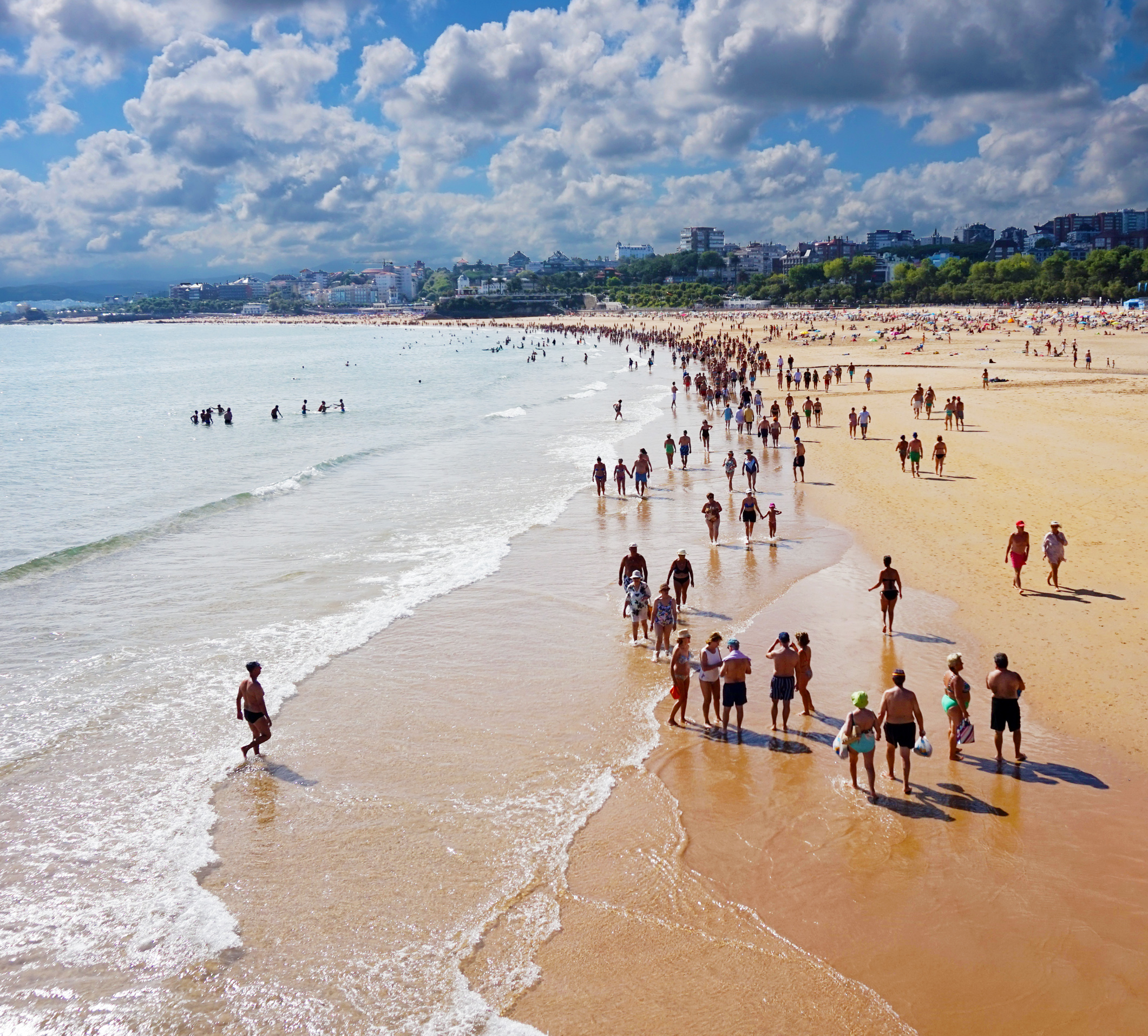
Segunda playa del Sardinero.
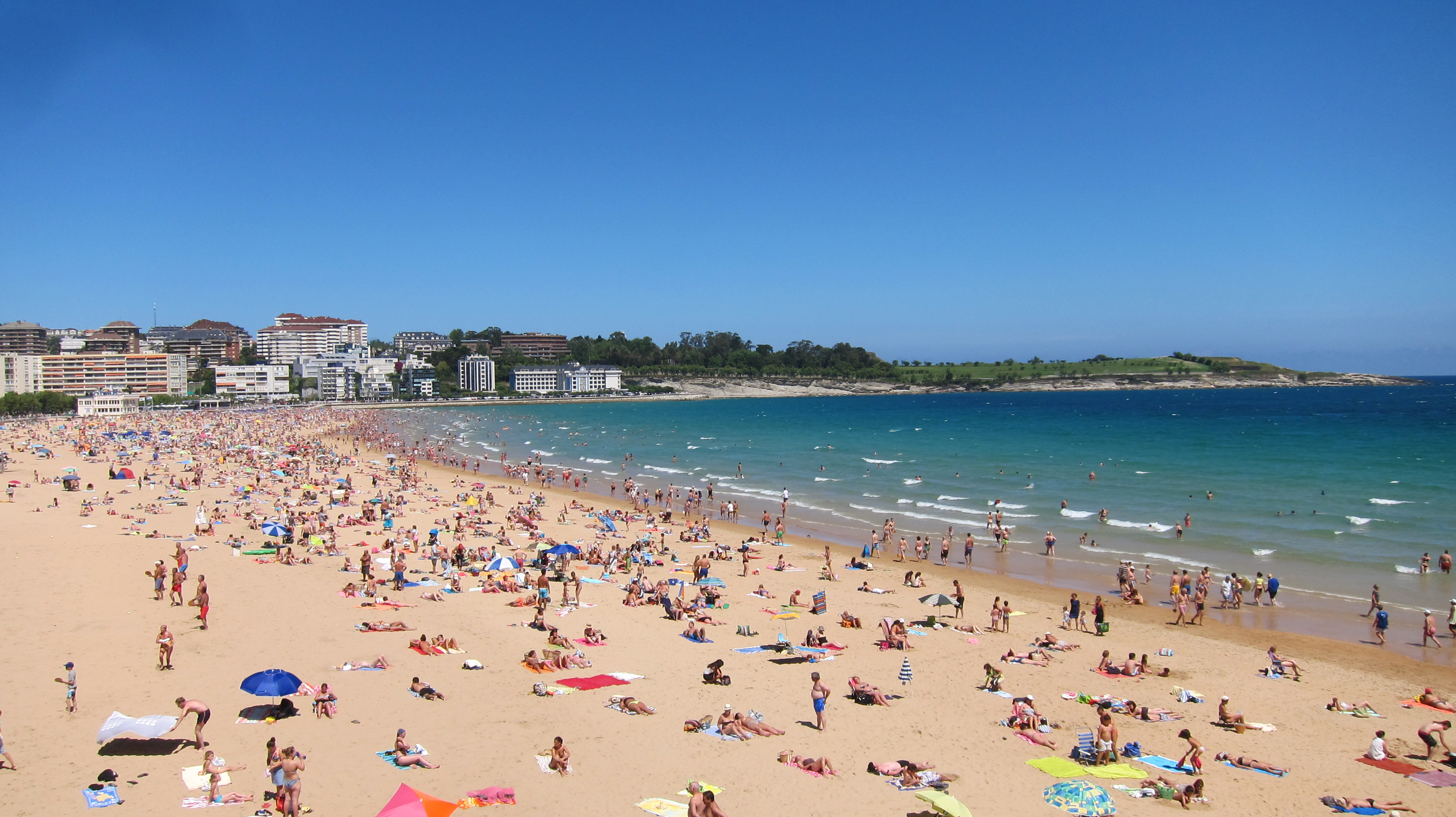
Segunda playa del Sardinero vista desde los Jardines de Piquío.
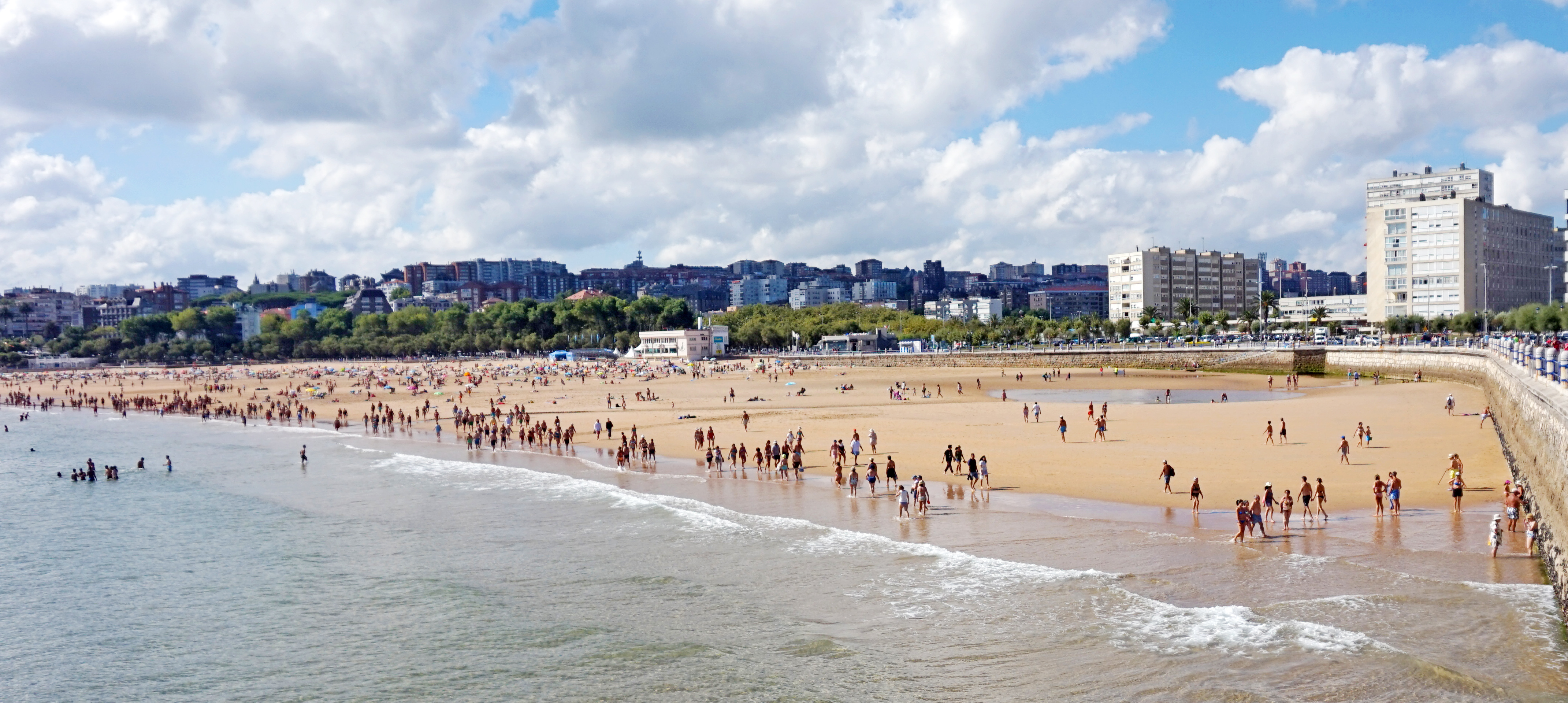
Segunda playa del Sardinero vista desde «El Chiqui».
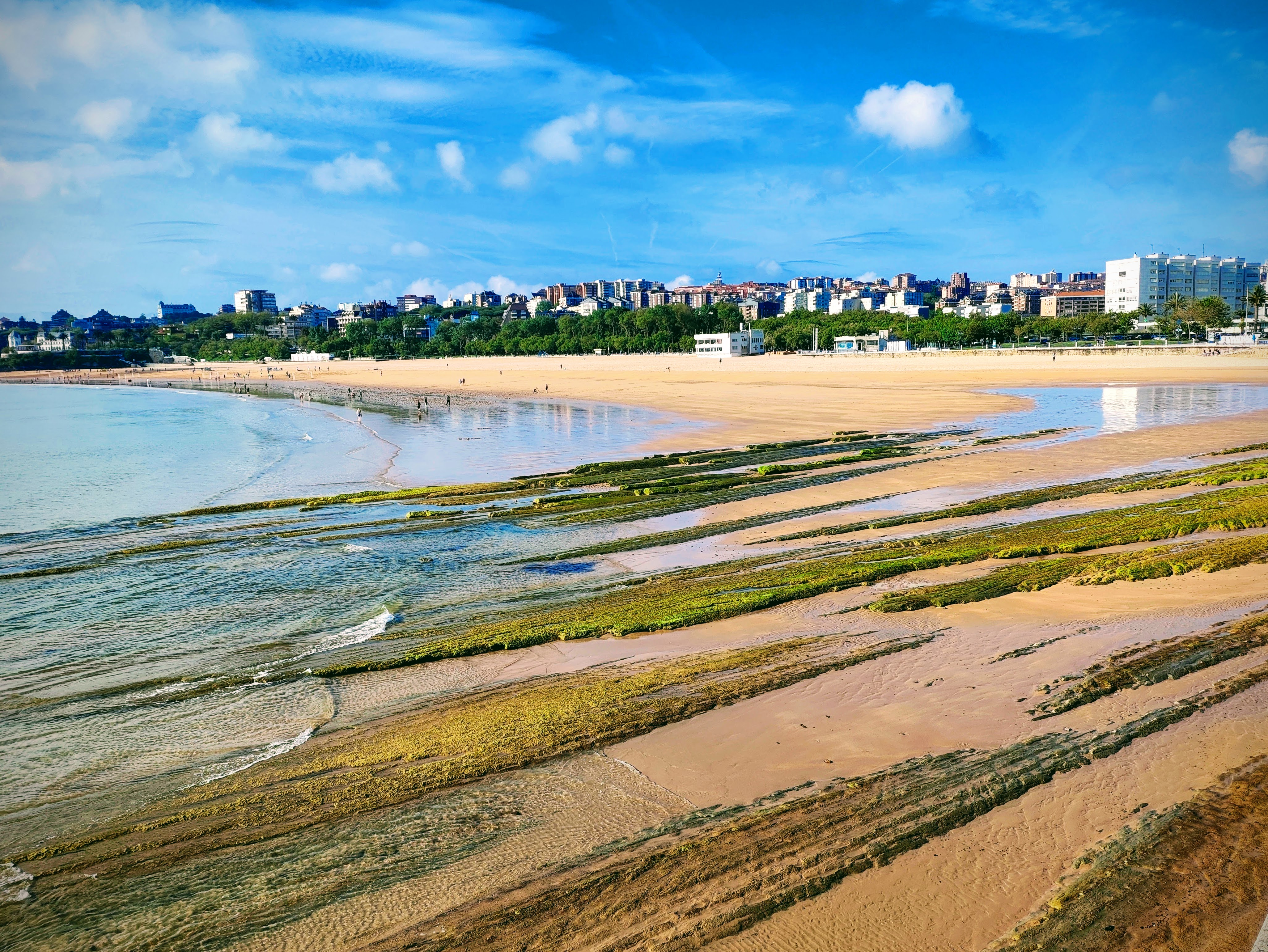
Segunda playa del Sardinero durante la bajamar, donde se observa el flysch de la rasa mareal.